# Rhizanthes zippelii
Rhizanthes zippelii är en tvåhjärtbladig växtart som först beskrevs av Carl Ludwig von Blume, och fick sitt nu gällande namn av Édouard Spach. Rhizanthes zippelii ingår i släktet Rhizanthes, och familjen Rafflesiaceae. Inga underarter finns listade i Catalogue of Life.